# Anna Korakaki
Anna Korakaki (gr. Άννα Κορακάκη; ur. 8 kwietnia 1996 r. w Dramie) – grecka strzelczyni sportowa specjalizująca się w strzelaniu z pistoletu, złota i brązowa medalistka olimpijska z Rio de Janeiro.
Specjalizuje się w strzelaniu pistoletowym. Zawody w 2016 roku były jej olimpijskim debiutem. Po złoty medal sięgnęła w konkurencji pistoletu sportowego z 25 m, a po brąz w konkurencji pistoletu pneumatycznego na dystansie 10 metrów. Na poziomie juniorskim ma w dorobku medale mistrzostw świata i Europy.

## Igrzyska olimpijskie
| Igrzyska | Miejscowość    | Konkurencja                 | Kwalifikacje | Kwalifikacje | Finał | Finał   |
| Igrzyska | Miejscowość    | Konkurencja                 | Wynik        | Pozycja      | Wynik | Pozycja |
| -------- | -------------- | --------------------------- | ------------ | ------------ | ----- | ------- |
| IO 2016  | Rio de Janeiro | Pistolet pneumatyczny, 10 m | 387          | 13. Q        | 177,7 | brąz    |
| IO 2016  | Rio de Janeiro | Pistolet sportowy, 25 m     | 584          | 2. Q         | 8     | złoto   |